# 尚扬
尚扬（1942年—），男，四川开县人，中国画家，曾任中国美术家协会理事，现任首都师范大学美术系教授、硕士生导师，中国油画学会副主席。